# Église Saint-Nicolas de Châteaubriant
L’église Saint-Nicolas de Châteaubriant est l'église paroissiale de Châteaubriant, située dans le centre historique de la ville.
L'église fait l’objet d’un recensement à l'Inventaire général du patrimoine culturel.

## Histoire
La chapelle primitive, placée initialement sous le vocable de Notre-Dame, est édifiée par Geoffroy IV baron de Châteaubriant, à l'endroit où se tenait jusqu'en 1763, de mai à octobre, le marché aux bestiaux. Un texte en atteste l'existence en 1263.
Menaçant de tomber en ruine, elle est démolie en 1518 ne laissant subsister que le chœur de l'ancienne chapelle. Le lieu de culte sera aussitôt reconstruit plus spacieux en schiste de Châteaubriant (pierre de Nozay), sur les plans de Jean Delorme, frère de Philibert Delorme, grâce à la démolition d'une maison voisine, et le soutien financier de Jean de Laval. Mais, le mauvais état des finances de ce dernier fait que vers 1530 seule la nef de l'édifice aura été élevée. À la mort de Françoise de Foix en 1537 et de Jean de Laval en 1543, la chapelle Notre-Dame n'avait toujours pas de charpente.
Il faudra attendre 1551 pour que les derniers travaux soient entrepris par le baron Anne de Montmorency. La dédicace du nouveau lieu de culte a lieu dix ans plus tard, le 5 novembre 1561 en présence du coadjuteur de l'évêque de Nantes et l'on changea le nom de Notre-Dame en celui de Saint-Nicolas, sans que l'on en connaisse la raison. Le même jour, le corps de Jean de Laval alors enfermé dans une châsse de plomb fut transporté depuis la chapelle du château vers le nouvel édifice. Ce dernier avait désiré voir la chapelle érigée en collégiale, mais ce vœu ne fut pas exécuté : toutefois l'édifice, vaste comme une église, partagea jusqu'à la Révolution les honneurs du culte avec l'église Saint-Jean de Béré qui était alors l'église paroissiale de la ville.
En effet, la chapelle Saint-Nicolas, bien qu'ayant une valeur architecturale certaine, n'était pas adaptée au culte pour une paroisse si grande que celle de Châteaubriant. Néanmoins, aux XVe et XVIe siècles, les messes, les vêpres, et nombre de cérémonies se faisaient à la chapelle, pour des raisons de commodité car elle est plus proche du bourg de Châteaubriant, tandis que les baptêmes étaient tous célébré à Saint-Jean de Béré.
À la fin du XIXe siècle, l'église devenue le siège de la paroisse en 1801, est entièrement reconstruite. L'architecte Eugène Boismen en dressa les plans en s'inspirant de ceux de la basilique Saint-Nicolas de Nantes, l'un des premiers projets néogothiques de France qui commençait en effet à inspirer les architectes un peu partout dans l'Ouest du pays.
La bénédiction de la première pierre a lieu le 25 avril 1875, par Mgr Fournier, évêque de Nantes. Le chœur, les sacristies, le transept et cinq travées étaient seulement construits à l'époque de la consécration, qui fut faite par son successeur Mgr Le Coq, le 1er février 1881. Les fondations du clocher et de la travée qui restait à construire furent commencées au mois de juin 1892 sur les plans de l'architecte François Bougoüin. La tour et la flèche furent achevés en août 1894.

## Architecture
L'église qui se compose d'une grande nef et de deux collatéraux de six travées, d'un transept, et d'un chœur de trois travées sans déambulatoire, mesure 65 mètres de longueur. La longueur du transept est de 26,50 m, et la largeur des nefs de 17,5 m. Le clocher mesure 65 mètres de haut sans la croix. Il possède un ensemble de cinq cloches fabriquées en 1895 par la fonderie Bollée au Mans :
- Saint-Nicolas (le bourdon), pesant 4027 kg, donnant le la de l'octave 2
- Anne, pesant 1552 kg, donnant le ré de l'octave 3
- Marie, pesant 1067 kg, donnant le mi de l'octave 3
- Joséphine-Jeanne, pesant 726 kg, donnant le fa dièse de l'octave 3
- Henriette-Victorienne, pesant 450 kg, donnant le la de l'octave 3

## Sources
1. ↑  Flohic, Brochard et Daboust 1999, p. 270.